# Vigantice
Vigantice (in tedesco Wigantitz) è un comune della Repubblica Ceca facente parte del distretto di Vsetín, nella regione di Zlín.